# カルヴァン主義

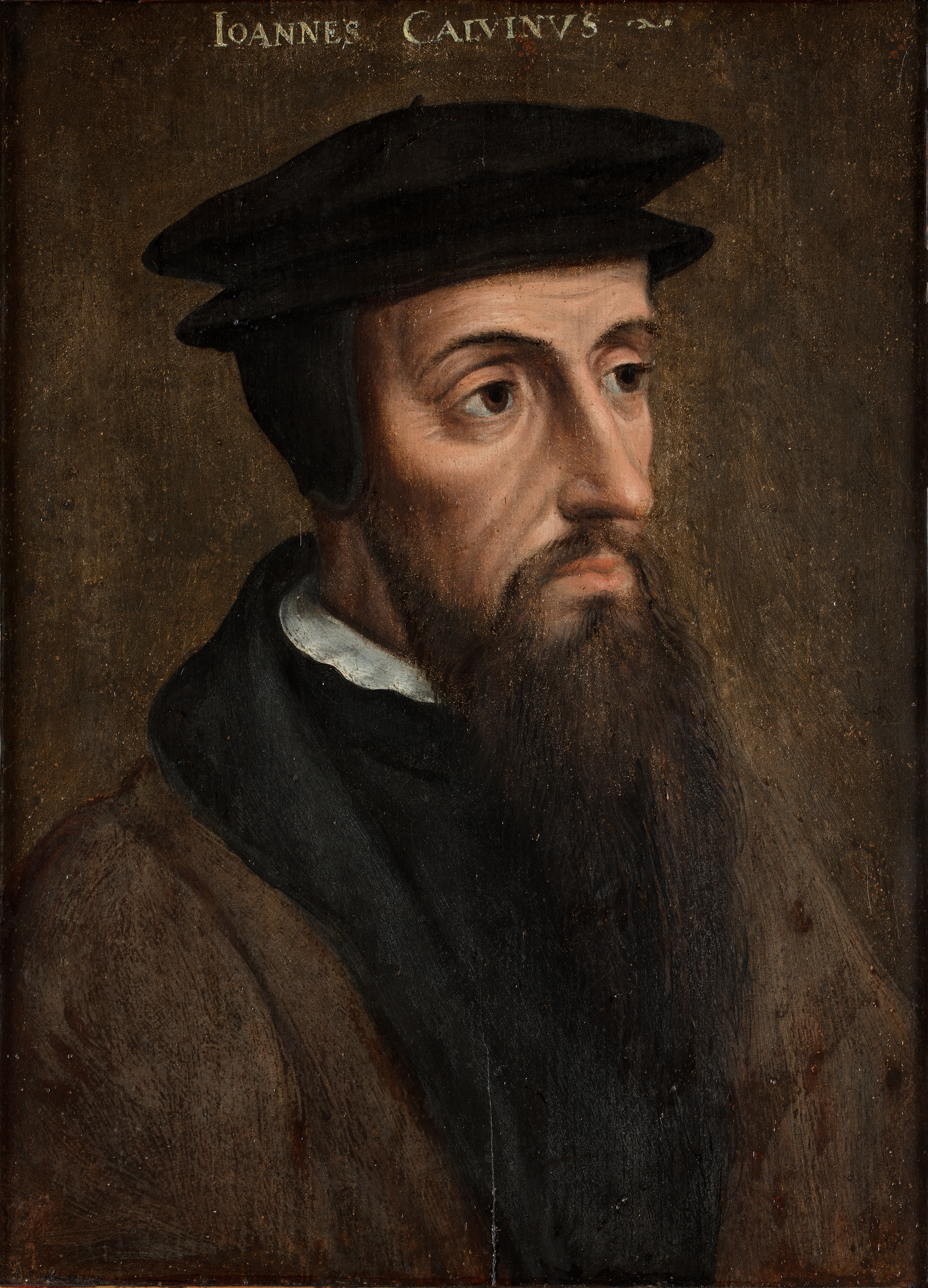
ジャン・カルヴァン

カルヴァン主義（カルヴァンしゅぎ、Calvinism）とは、すべての上にある神の主権を強調する神学体系、およびクリスチャン生活の実践である。
宗教改革の思想家ジャン・カルヴァンにちなんでカルヴァン主義と名づけられている。このプロテスタントのキリスト教は、改革派の伝統、改革派信仰、改革派神学と呼ばれる。
改革派の伝統は、マルチン・ブツァー、ハインリヒ・ブリンガー、フルドリッヒ・ツヴィングリなどの神学者によって進展し、また、トマス・クランマーら英語圏の宗教改革者にも影響を与えた。
それでも、ジャン・カルヴァンの大きな影響と信仰告白、教会の議論における役割のため、これは17世紀から、一般にカルヴァン主義として知られている。
今日、この語はカルヴァンが初期の指導者であった改革派教会の教理と実践を意味する。またこの神学体系は予定説と全的堕落の教理により、最もよく知られている。
日本語では「カルビン主義」表記で知られる。

## 歴史的背景
プロテスタント宗教改革の教理の発展へのカルヴァンの国際的な影響は、25歳の時からはじまった。彼の著書『キリスト教綱要』は1536年に出版された。この著書はフランス語訳を含め、何度も改訂版が出された。綱要と共に彼の論争的、牧会的な働きと、聖書註解は、教会の信仰告白文書に大きな影響を与えた。カルヴァンは最も卓越していたが、改革派の教会の教理に影響を与えた多くの人のうち一人である。
改革派教会とカルヴァンは、プロテスタント宗教改革の第二段階目に位置する。マルティン・ルターがローマ・カトリックから破門された時、福音主義教会は形成されだした。
カルヴァンはジュネーヴのフランス人亡命者であった。彼はメランヒトンによって修正されたルター派のアウクスブルク信仰告白に署名していたが、ルターよりもスイス宗教改革のツヴィングリの線にある。改革派教会の教理がルター派に対して独自に発展していたことは初期から明らかであった。その後、カルヴァンの名声によって、改革派教会の教理はカルヴァン主義と呼ばれるようになった。

### 進展
カルヴァン主義者はフランスではユグノー、オランダではフーゼン、スコットランドではプレスビテリアンと呼ばれた。
カルヴァンの実践はジュネーヴでなされたが、彼の出版物はヨーロッパの多くに改革派教会の思想を広めた。カルヴァン主義の神学教理は、スコットランドで多数派となり（ジョン・ノックスの項を参照）、オランダ、ドイツの一部と、またフランス、ハンガリーと、そこから独立してトランシルヴァニアとポーランドに影響があった。
カルヴァン主義はスカンディナヴィア、スウェーデンでも広まったが、1593年のウプサラの教会会議のルーテル主義によって拒絶された。
アメリカ中部大西洋とニューイングランドの多くの移住者がカルヴァン主義者であった。その中にはピューリタン、フランスのユグノー、オランダの移民を含む。
最大のカルヴァン派の教派は19世紀から20世紀の宣教師の働きによって始められた。インドネシア、韓国、ナイジェリアにおいて特に大きい教会を形成している。
伝統的なアングリカンは39ヶ条で告白されたカルヴァン主義の教理を持っているが、その礼拝原則を避けている。
1610年オランダ改革派のドルト会議で
- 人間の全的堕落
- 無条件的選び
- 限定的贖罪
- 不可抗的恩恵
- 聖徒の堅忍

をカルヴァン主義の5つの特質、いわゆるドルト信仰基準として定義した。

プロテスタント諸教派（聖公会、アナバプテストを含む）の系統概略

## 神学者
- ツヴィングリ

### カルヴァン以降
- テオドール・ド・ベザ
- ハインリヒ・ブリンガー
- ウルジーヌス
- オレヴァイアーヌス
- ロロック
- コクツェーユス
- ザンキウス
- ウェルミーリ
- フランソワ・トゥルレッティーニ

### 19世紀
- チャールズ・ホッジ
- ブレッキンリジ
- ジェイムズ・ヘンリ・ソーンウェル
- W・G・T・シェッド
- ロバート・ルーイス・ダブニ
- ベンジャミン・ウォーフィールド
- アブラハム・カイパー
- ヘルマン・バーヴィンク
- W・カニングカム

### 20世紀
- ゲルハルダス・ヴォス
- J・G・メイチェン
- コーネリウス・ヴァン・ティル
- ジョン・マーレイ
- ヘリット・コルネーリス・ベルカウワー
- P・マルセル
- A・ルセルフ
- E・ドゥメルグ

## 哲学者
- ヘルマン・ドーイェウェールト

### 政治哲学者
- ヨハネス・アルトジウス（英語版）